# UFC 98
UFC 98: Evans vs. Machida（ユーエフシー・ナインティエイト：エヴァンス・ヴァーサス・マチダ）は、アメリカ合衆国の総合格闘技団体「UFC」の大会の一つ。2009年5月23日、ネバダ州ラスベガスのMGMグランド・ガーデン・アリーナで開催された。
大会メインイベントでは、UFC世界ライトヘビー級王者ラシャド・エヴァンスと挑戦者リョート・マチダによるライトヘビー級タイトルマッチが行われた。

## 大会概要
本大会では当初、メインイベントでブロック・レスナーとフランク・ミアのヘビー級王座統一戦が予定されていたが、ミアの負傷により同カードは後発のUFC 100に延期されることとなった。また、ダン・ミラーと対戦が予定されていた岡見勇信が負傷により欠場し、代わりにチェール・ソネンが出場した。
メインイベントのライトヘビー級タイトルマッチでは、マチダがエヴァンスをKOで下し、プロ公式戦無敗記録を15に伸ばすとともに、ライトヘビー級新王者となった。
元WEC世界ウェルター級王者マイク・パイルがUFCデビュー。

## 試合結果

### プレリミナリィカード
第1試合 ライト級 5分3R
○  ジョージ・ループ vs.  デイブ・カプラン ×
3R終了 判定2-1（30-27、30-27、28-29）
第3試合 ウェルター級 5分3R
○  吉田善行 vs.  ブランドン・ウルフ ×
1R 2:24 ギロチンチョーク
第3試合 ライトヘビー級 5分3R
○  クシシュトフ・ソシンスキー vs.  アンドレ・グスマォン ×
1R 3:17 KO（右ストレート→パウンド）
第4試合 ライト級 5分3R
○  カイル・ブラッドリー vs.  フィリップ・ノヴァー ×
1R 1:03 TKO（レフェリーストップ：パウンド）
第5試合 ヘビー級 5分3R
○  ティム・ヘイグ vs.  パトリック・バリー ×
1R 1:42 ギロチンチョーク
第6試合 ウェルター級 5分3R
○  ブロック・ラーソン vs.  マイク・パイル ×
1R 3:06 肩固め

### メインカード
第7試合 ライト級 5分3R
○  フランク・エドガー vs.  ショーン・シャーク ×
3R終了 判定3-0（30-27、30-27、30-27）
第8試合 ミドル級 5分3R
○  チェール・ソネン vs.  ダン・ミラー ×
3R終了 判定3-0（30-27、30-27、30-27）
第9試合 ミドル級 5分3R
○  ドリュー・マクフェドリーズ vs.  グザヴィエ・フパ＝ポカム ×
1R 0:37 TKO（レフェリーストップ：スタンドパンチ連打）
第10試合 ウェルター級 5分3R
○  マット・ヒューズ vs.  マット・セラ ×
3R終了 判定3-0（29-28、29-28、29-28）
第11試合 UFC世界ライトヘビー級タイトルマッチ 5分5R
○  リョート・マチダ vs.  ラシャド・エヴァンス ×
2R 3:57 KO（スタンドパンチ連打）
※マチダが王座獲得に成功。

### 各賞
ファイト・オブ・ザ・ナイト： マット・ヒューズ vs. マット・セラ
ノックアウト・オブ・ザ・ナイト： リョート・マチダ
サブミッション・オブ・ザ・ナイト： ブロック・ラーソン
各選手にはボーナスとして60,000ドルが支給された。